# اختلال صدای گفتار
اختلال‌های آواهای گفتار (به انگلیسی: Speech sound disorder) دسته‌ای از اختلال‌های گفتاری هستند که در برخی آواهای گفتار (که به آنها واج گفته می‌شود) در زبان مادری یک کودک یا گاهی در (بزرگسال) یا تولید نمی‌شود یا به درستی تولید نمی‌شوند یا به درستی استفاده نمی‌شود. خطاهایی که توسط کودکان با اختلال گفتار تولید می‌شوند معمولاً به ۴دسته تقسیم می‌شوند:
- حذف:آواهای خاصی تولید نمی‌شوند همچنین سیلاب‌ها با طبقه‌ای از آواها می‌تواند حذف شوند و برای مثال fiبرای fish یا at برای cat.
- اضافه کردن:یک صدا یا چند صدای اضافه با کلمه مورد نظر جمع می‌شود.
- تغییر صدا دادن یا شکل یا ظاهر کلمه: صداهایی هستند که می‌توانند کمی تغییر کنند بنابراین صداهای خاص می‌تواند اشتباه تشخیص داده شود یا شبیه هر صدایی در زبان نمی‌تواند باشد بهترین مثال علمی برای تغییر شکل یافتگی lisp است.
- جایگزینی:یک صدا یا صداهای بیشتری جایگزینی بقیه می‌شوند برای مثال wabbit برای rabbit و towبرای cow دقت کنید حتی گاهی برای متخصصان هم گفتن دقیق نوع کلمه می‌تواند دقیق و واضح نباشد. برخی گونه‌های جایگزینی /r/ می‌تواند با /w/ اشتباه شود. هنوز تعداد چندانی از هیچ صدایی نیست اگرچه در بینشان است.

علاوه بر این فهمیدن کودکان با اختلال‌های شدید گفتاری می‌تواند سخت باشد و این را سخت می‌کند که بگوییم کدام کلمه در حقیقت مد نظر است بنابراین چه چیز می‌توند در مورد او اشتباه باشد.
اختلال آوای گفتار به دو دسته ابتدایی تقسیم می‌شود: اختلال‌های گفتاری و اختلال واجی).
در حالی که برخی می‌تواند ترکیبی از هر دوی گفتار واجی باشد که مشکلات گفتاری و واجی هر دو با هم وجود دارند. در حالی که اختلال‌های گفتار مربوط به دوران کودکی است برخی از خطاهای باقی‌مانده می‌تواند مربوط به دوران نوجوانی باشد.
اختلال‌های گفتاری همچنین اختلال‌های واجی نامیده می‌شود یا به‌طور ساده arctic disorders برای مدت کوتاهی بر اساس یادگیری دشوار برای تولید فیزیکی واج‌ها ی مورد نظر. معمولاً خطاهای کمتری با یک اختلال واجی و تغییر شکل بیشتر شبیه هستند وجود دارد. در حالی که همهٔ حذف‌ها و اضافه شده‌ها و جایگزینی‌ها می‌تواند حاضر باشد آن‌ها اغلب مربوط به آموزش کودکان که چطور آواها را فیزیکی تولید کنند و در جهت تولید آن‌ها تمرین داشته باشند تا اینکه آن طبیعی گردد اختلال‌های مصنوعی نباید با اختلال حرکت دهنده یا گفتار اشتباه گرفته شود. به‌طور تغذیه معیوب (که د حقیقت وضعیت ترتیب ماهیچه‌های گفتار را از کار می‌اندازد) یا اختلال‌های Childhood Apraxia of Speech به چندین خرابی منتهی است.

## اختلال‌های واجی
در اختلال‌های واجی (که اختلال واج نامیده می‌شود)بچه یک نگرانی یادگیری دارد سیستم صدایی زبان تشخیص‌های صدایی که صداها تماس معنایی تضاد است را رد می‌کند. برای مثال صداهای /K/ /T/ ممکن است که تشخیص داده نشود در حالی که معنای متفاوتی دارند بنابراین CALL و TALL مثل هم رفتار می‌کنند هر دوی آن‌ها به صورت TALL تلفظ می‌شود. و در برخی موارد بیشتر صداها می‌تواند نشانگر یک چیز باشد برای مثال /D/ می‌تواند جایگزین /T/ /K/ /G/ شود. برای نتیجه‌گیری تعدادی از اغلب خطاهای آوایی در سطح بالاتری از اختلال‌های مصنوعی هستند و جایگزینی معمولاً رایج‌ترین خطاها هستند اختلال‌های واجی اغلب رفتاری است که استفاده می‌شود در Minimal pairs (دو کلمه که فقط با یک صدا تغییر می‌کنند) برای اینکه توجه کودکان را به تفاوت‌ها و تأثیرات آن‌ها در روابط جذب کند. برخی کودکان با اختلال‌های واجی می‌توانند برای شنیدن تمایز واجی گفتار از بقیه توانا به نظر رسند اما نه فقط مال خودشان. این fis phenomenon نامیده می‌شود بر اساس سناریو یی در یک آسیب‌شناسی گفتار بیان خواهد شد«آیا شما fisمی گویید؟منظورتانfisنیست؟»یک کودک پاسخ می‌دهد "نه من fisنگفتم.fisگفتم. بنابراین اختلافات آوایی اغلب در اختلافات زبان بررسی می‌شود به‌طوری‌که سیستم زبانی است که تأثیر می‌پذیرد همچنین آن‌ها اختلال‌های آوای گفتار که در خطاها مربوط به استفاده از واج‌ها می‌شوند هستند آن‌ها را از زبان‌های خاص متفاوت می‌کنند که به‌طور اولیه یک اختلال در هماهنگی قسمت‌های مختلف و استفاده نسبی از سیستم آوایی زبان هستند اگر چه این دو می‌توانند با هم وجود داشته باشند از همان شخص تأثیر می‌پذیرند.

## ترکیب اختلال صداهای گفتار
اشتباهات واجی و آوایی هر دو ممکن است در یک نفر رخ دهد در چنین مواردی تمرکز اولیه معمولاً روی مصنوعات آوایی است که گفتار درمانی ممکن است در بهبود پروسه لازم باشد. از انجا که آموزش به کودک در ادای آواها (اصوات) کامل نخواهد شد اگر چه بچه‌ها نحوهٔ ادای آن را ندانند.

## خطاهای باقی‌مانده
اگرچه بیشتر اختلال‌های صداهای گفتار می‌تواند رفتار موفقیت آمیزی در بچگی باشد و حتی تعدادی ممکن است با خودشان تکامل یابد. گاهی اوقات ممکن است خطاها در دوران بلوغ ادامه پیدا کند و ادامه پیدا کردن خطاها به به خطاهای باقی‌مانده اشاره دارد و ممکن است در زندگی باقی بماند. (پروفسور حمید جمشیدی 1987)